# Drewnica wiązówka
Drewnica wiązówka (Lithophane socia) – gatunek motyla z rodziny sówkowatych. Zamieszkuje Eurazję, od Półwyspu Iberyjskiego po Wyspy Japońskie. Gąsienice żerują głównie na drzewach i krzewach liściastych oraz krzewinkach.

## Taksonomia
Gatunek ten opisany został po raz pierwszy w 1766 roku przez Johanna Siegfrieda Hufnagela pod nazwą Phalaena socia. Jako miejsce typowe autor wskazał Berlin w Niemczech. W 1775 roku ten sam gatunek opisany został z Wiednia przez Johanna N.C.M. Denisa i Ignaza Schiffermüllera jako Noctua petrificata i pod tą nazwą został wyznaczony gatunkiem typowym rodzaju Lithophane w 1821 roku przez Jacoba Hübnera.

## Morfologia
Motyl ten osiąga od 40 do 46 mm rozpiętości skrzydeł i w spoczynku upodobniony jest do kawałka drewna. Ma stosunkowo dużą głowę z dobrze wykształconą ssawką, dużymi oczami złożonymi i dość szerokim czołem porośniętym włosowatymi łuskami. Wierzch tułowia porastają włosowate i łopatowate łuski, spiętrzające się pośrodku w podłużny czub o brunatnoszarym wierzchołku. Skrzydło przednie jest długie i wąskie, długości od 20 do 21 mm. Jego tło ma barwę szarawą lub szarobrunatną, czasem z czerwonawym odcieniem. Pole środkowe jest przyciemnione. Wzór na skrzydle ma kolor żółtawy. Poniżej drugiej gałęzi żyłki kubitalnej nie występuje ciemna pręga. Stosunkowo duże skrzydło tylne ma zaokrąglony zarys. Odwłok wyraźnie zwęża się ku tyłowi i ma kilka kępek łusek na stronie wierzchniej.
Ubarwienie gąsienicy jest zielone z białymi prążkami podłużnymi i jasnym nakrapianiem.

## Ekologia i występowanie
Owad ten zasiedla lasy liściaste i mieszane, wrzosowiska, suche i nasłonecznione stoki, parki, sady, ogrody i przytorza. Owady dorosłe pojawiają się pod koniec sierpnia i pozostają aktywne nawet do późnej jesieni. Są stadium zimującym. Wybudzają się wczesną wiosną i przeżywają do maja. Żerowanie gąsienic odbywa się od maja do lipca. Są one polifagicznymi fitofagami. Wśród ich roślin żywicielskich wymienia się: borówkę czarną, brzozy (w tym brzozę omszoną), czeremchę zwyczajną, dęby, jabłoń domową, jarząb pospolity, kalinę koralową, lilak pospolity, lipy, malinę właściwą, dziko rosnące róże, śliwy (w tym śliwę tarninę), wierzbę czarniawą i wierzbę iwę. Jako roślinę uzupełniającą odnotowano także szczaw.
Gatunek palearktyczny, rozprzestrzeniony od Półwyspu Iberyjskiego po Wyspy Japońskie. W Europie znany jest z Hiszpanii, Irlandii, Wielkiej Brytanii, Francji, Belgii, Luksemburga, Holandii, Niemiec, Szwajcarii, Liechtensteinu, Austrii, Włoch, Danii, Szwecji, Norwegii, Finlandii Estonii, Łotwy, Litwy, Polski, Czech, Słowacji, Węgier, Białorusi, Ukrainy, Rumunii, Mołdawii, Bułgarii, Słowenii, Chorwacji, Bośni i Hercegowiny, Serbii, Czarnogóry, Macedonii Północnej, Grecji oraz europejskiej części Rosji.